# アナコンダ (モンタナ州)
アナコンダ（英: Anaconda）は、アメリカ合衆国モンタナ州ディアロッジ郡の都市である。市と郡が一体となって統合市郡を形成しており、当然同郡の郡庁所在地である。人口は9,421人（2020年）。山岳の多い州南西部にある。大陸分水界が市の南13キロメートルを通っており、近くにあるピントラー山は高さ3,164メートルに達する。近くにはオポチュニティやウェストバレーの町がある。
ディアロッジ郡すなわちアナコンダ市は密生した森林地、湖、山およびレクリエーション地が特徴である。ビーバーヘッド郡、ビュート市シルバーボウ郡統合市郡、グラニット郡、ジェファーソン郡、パウエル郡と境を接している。

## 歴史
アナコンダは「銅の王様」の一人マーカス・デイリーによって設立された。デイリーは近くのウォームスプリングス・クリーク沿いに銅の精錬所を建てる資金を出し、ビュート銅山から出る同鉱石を製錬させた。1883年6月、デイリーは「カッパーポリス」という名前で町を登記申請したが、その名前は既にマー郡にある別の鉱山町に使われていた。デイリーはその代わりに、当時の郵便局長クリントン・ムーアから提案された「アナコンダ」という名前を受け入れた。
1903年、アナコンダでアメリカ社会党が市長、財務官、警察裁判所判事、市政委員3人を当選させ、ミシシッピ川以西では初の勝利を得た。社会党はモンタナ州の労働運動の中で成長していた。当初アナコンダ銅山会社は彼等を寛容に扱ったが、社会党が政治的な力を持つようになり、改革を実行すると脅すようになると、会社は系統的にその急進的政党の力を削いだ。市の労働者と市政委員は新しい市長との協業を拒否し、会社は社会党員をクビにし始めた。長い間に社会党はアナコンダの地盤を失い、会社が前にも増して政治的支配力を揮うようになった。
アナコンダ会社は長い間に銅の精錬能力を拡大し、1919年までにワショー・リダクション・ワークスでは、その高さ178メートルの煙突（アナコンダ精錬所煙突）が世界最高の石造り構造物となり、銅精錬装置は世界最大の非鉄精錬工場となっていた。
1980年、アトランティック・リッチフィールド・カンパニーが精錬所を閉鎖し、およそ1世紀に及んだ金属加工の歴史を終えた。このときから環境保護機関による環境浄化作業が始まり、アトランティック・リッチフィールド・カンパニーの支援で実行されている。数百万ドルを掛けた浄化と投資によりジャック・ニクラスが設計した18ホールの「オールド・ワークス」ゴルフ場ができ、トーナメントも行われている。
アナコンダ港はビュート・アナコンダ歴史地区に含まれている。

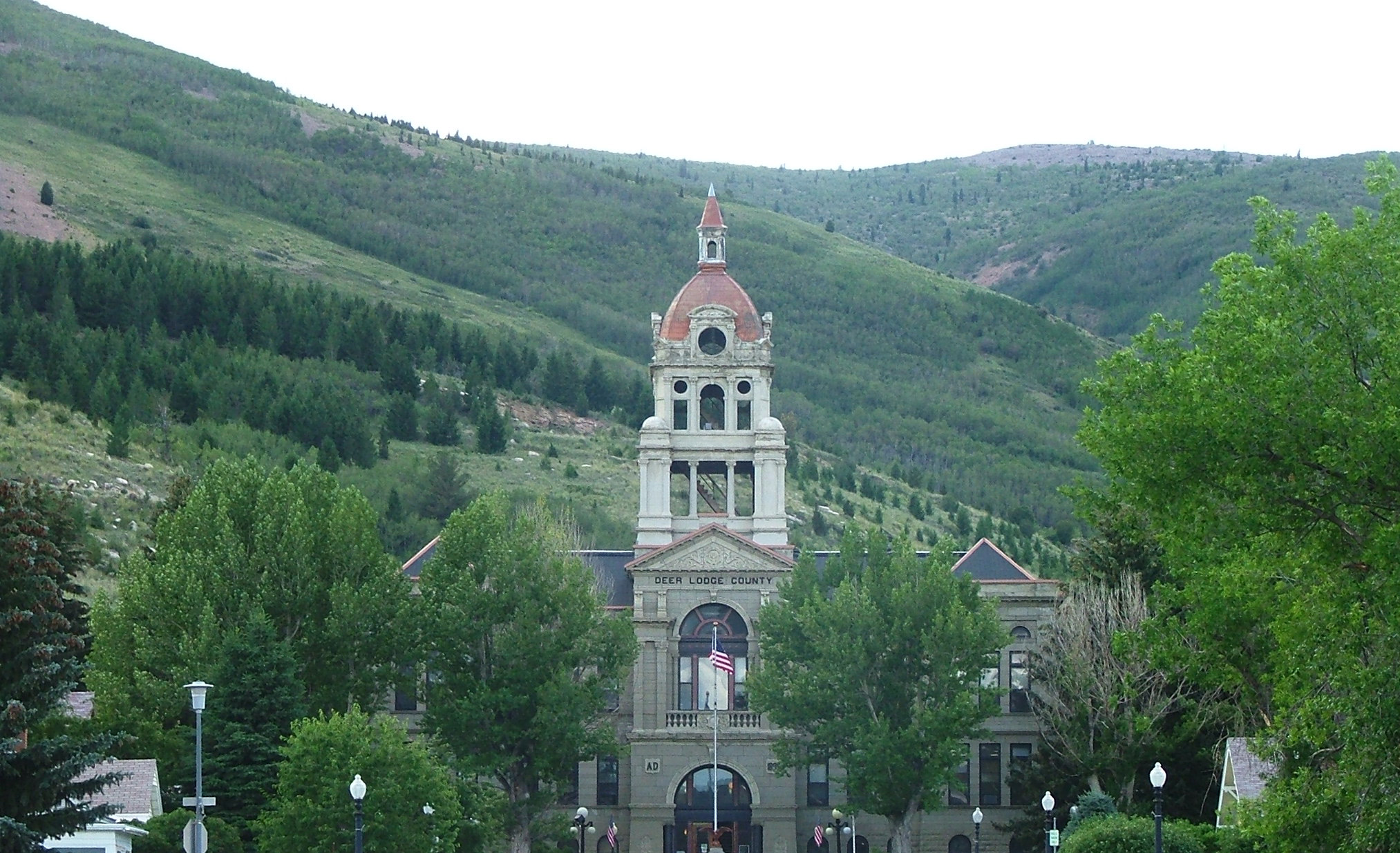
アナコンダ市にあるディアロッジ郡庁舎
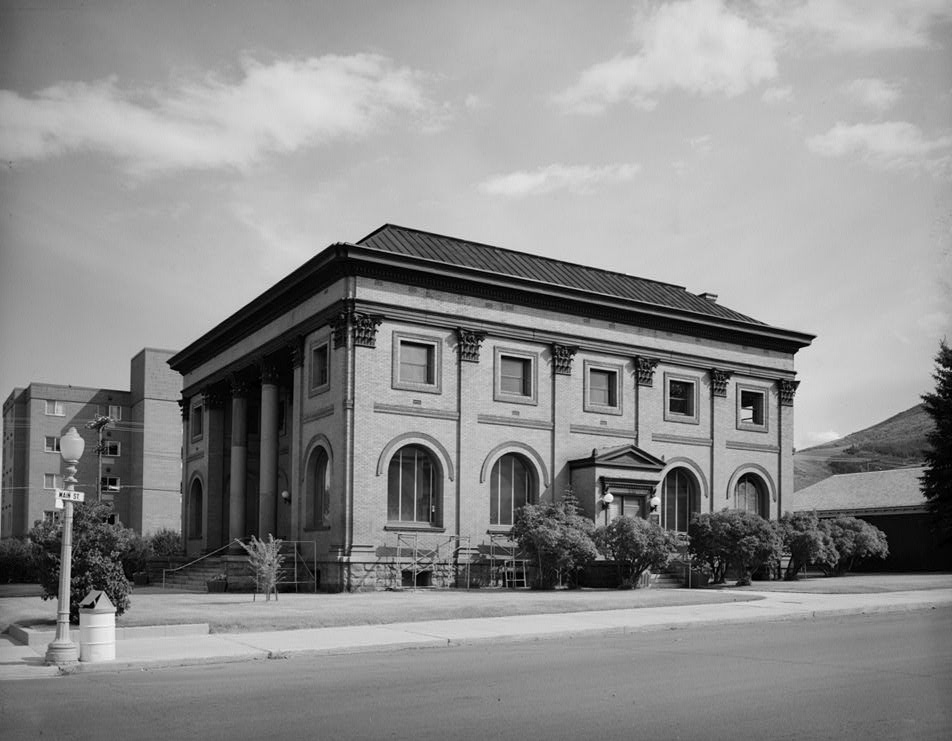
ハースト・フリー図書館、アメリカ合衆国国家歴史登録財に指定
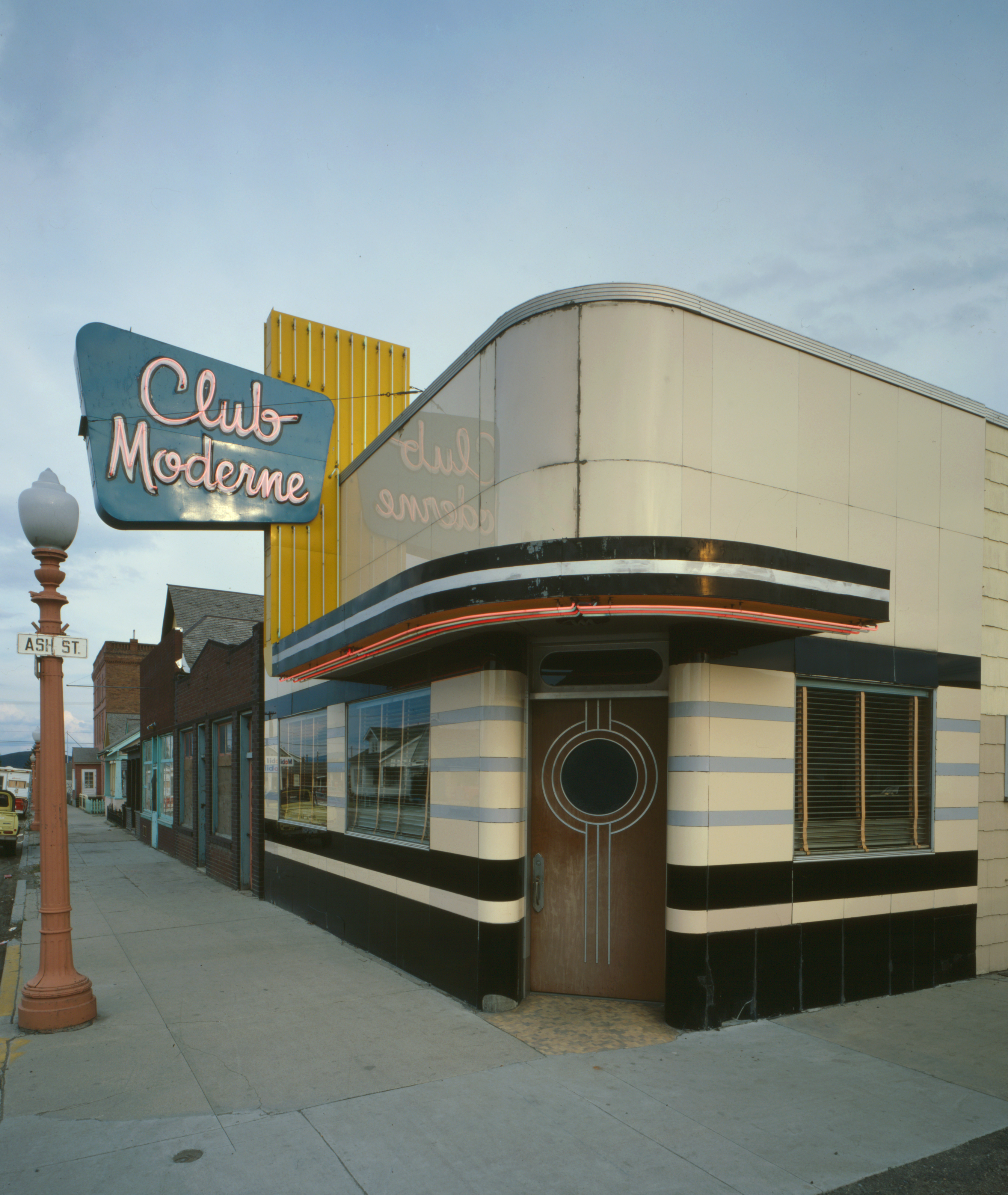
クラブ・モダーン、アメリカの歴史的建物調査録に掲載
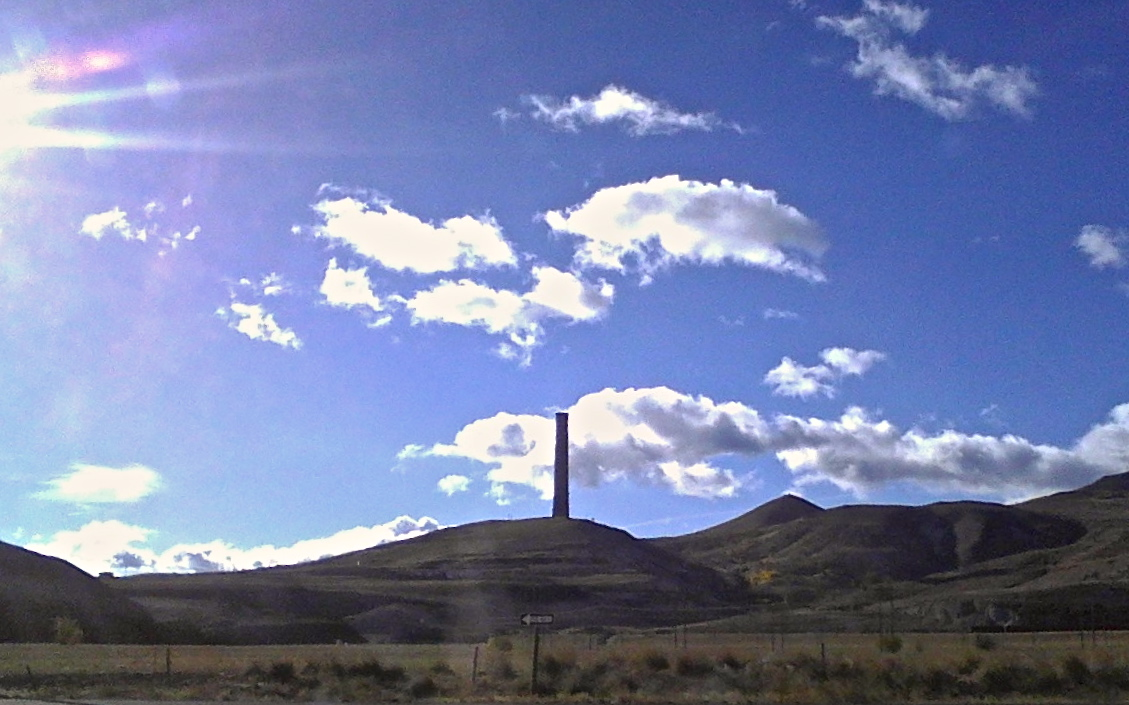
アナコンダ煙突

## 人口動態

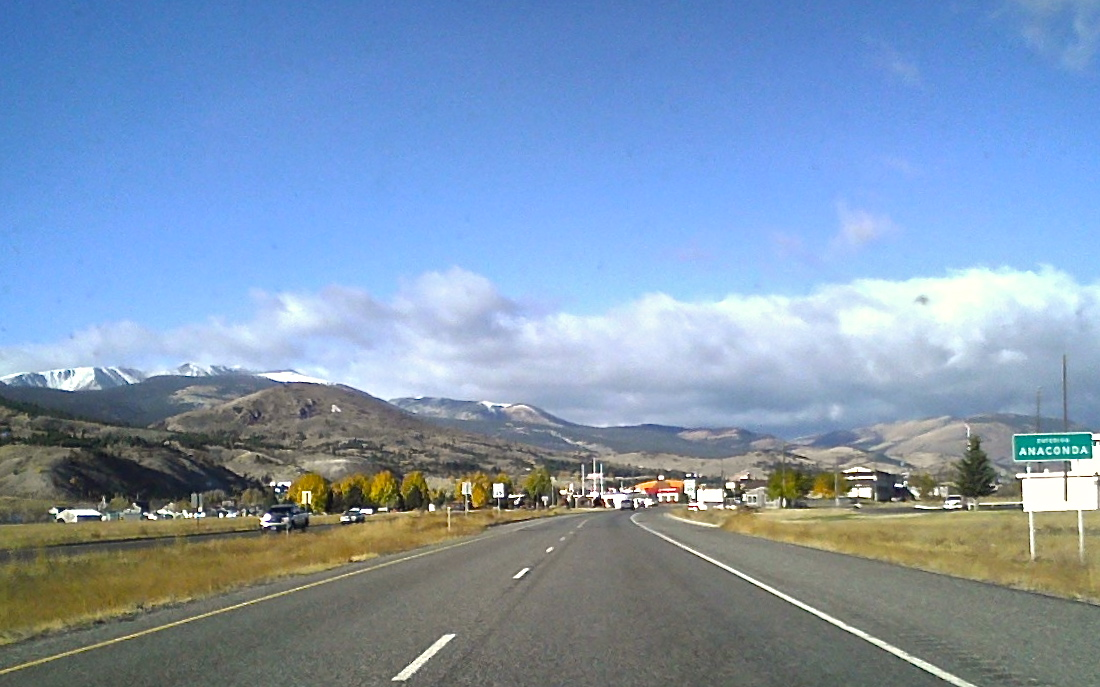
アナコンダの入口、西を望む

## 地理と気候
- 標高: 1,626メートル
- 年間平均雨量: 356 mm
- 年間平均植物生育日: 114 日
- 年間平均降雪量: 122 センチメートル
- 年間平均温度: 6.1 °C

### 気候
| アナコンダの気候                  | アナコンダの気候 | アナコンダの気候 | アナコンダの気候 | アナコンダの気候 | アナコンダの気候 | アナコンダの気候 | アナコンダの気候 | アナコンダの気候 | アナコンダの気候 | アナコンダの気候 | アナコンダの気候 | アナコンダの気候 | アナコンダの気候 |
| 月                                | 1月              | 2月              | 3月              | 4月              | 5月              | 6月              | 7月              | 8月              | 9月              | 10月             | 11月             | 12月             | 年               |
| --------------------------------- | ---------------- | ---------------- | ---------------- | ---------------- | ---------------- | ---------------- | ---------------- | ---------------- | ---------------- | ---------------- | ---------------- | ---------------- | ---------------- |
| 最高気温記録 °F （°C）            | 60 (16)          | 65 (18)          | 71 (22)          | 83 (28)          | 89 (32)          | 95 (35)          | 100 (38)         | 98 (37)          | 95 (35)          | 88 (31)          | 71 (22)          | 60 (16)          | 100 (38)         |
| 平均最高気温 °F （°C）            | 35.2 (1.8)       | 39.9 (4.4)       | 46.6 (8.1)       | 55.3 (12.9)      | 64.2 (17.9)      | 72.8 (22.7)      | 80.4 (26.9)      | 80.5 (26.9)      | 70.2 (21.2)      | 58.4 (14.7)      | 42.5 (5.8)       | 34.9 (1.6)       | 56.74 (13.74)    |
| 日平均気温 °F （°C）              | 24.2 (−4.3)      | 28.2 (−2.1)      | 34.4 (1.3)       | 41.8 (5.4)       | 50.0 (10)        | 57.8 (14.3)      | 63.6 (17.6)      | 63.4 (17.4)      | 54.1 (12.3)      | 44.2 (6.8)       | 31.3 (−0.4)      | 24.0 (−4.4)      | 43.08 (6.16)     |
| 平均最低気温 °F （°C）            | 13.1 (−10.5)     | 16.5 (−8.6)      | 22.1 (−5.5)      | 28.3 (−2.1)      | 35.7 (2.1)       | 42.7 (5.9)       | 46.8 (8.2)       | 46.3 (7.9)       | 38.0 (3.3)       | 30.0 (−1.1)      | 20.1 (−6.6)      | 13.1 (−10.5)     | 29.39 (−1.46)    |
| 最低気温記録 °F （°C）            | −28 (−33)        | −35 (−37)        | −12 (−24)        | 4 (−16)          | 17 (−8)          | 27 (−3)          | 30 (−1)          | 25 (−4)          | 12 (−11)         | −9 (−23)         | −22 (−30)        | −38 (−39)        | −38 (−39)        |
| 降水量 inch （mm）                | 0.58 (14.7)      | 0.46 (11.7)      | 1.04 (26.4)      | 1.17 (29.7)      | 1.85 (47)        | 1.93 (49)        | 1.43 (36.3)      | 1.47 (37.3)      | 1.14 (29)        | 0.84 (21.3)      | 0.84 (21.3)      | 0.63 (16)        | 13.38 (339.7)    |
| 出典1：NOAA (平年値 1971–2000)    |                  |                  |                  |                  |                  |                  |                  |                  |                  |                  |                  |                  |                  |
| 出典2：The Weather Channel (極値) |                  |                  |                  |                  |                  |                  |                  |                  |                  |                  |                  |                  |                  |

## スポーツとレクリエーション
- 狩猟 - 多くの地元機関が州内および州外からの狩猟者に狩猟免許を発行している。地域には数百平方マイルの公開されている猟場がある。免許があれば、鳥類、クマ、マウンテンライオン、エルク、シカ、ムースを狩猟できるが、エルクとシカは州の狩猟免許に新たな申請が無いときのみ許可
- 釣り - 山岳部の湖や水流に例外はあるが、主要な釣りのスポットにはシルバー湖、ジョージタウン湖、エコー湖、ウォームスプリングス・クリーク、ビッグホール川がある
- ゴルフ - ジャック・ニクラスが設計した18ホールの「オールド・ワークス」ゴルフ場がある。フェアモント・ホットスプリングスにもカントリークラブと18ホールのコースがある
- スキー - クロスカントリー・スキー用の多くの道があり、また滑走用のディスカバリースキー場はスキー愛好者にとって優れた場所である。ディスカバリースキー場には長さ5キロメートルのクロスカントリー・スキー・コースもある。滑走のコースは15ある。
- ダーツ - 毎年開催されるウィンター・ゲイトウェイのダート・トーナメントはモンタナ種最大の地域トーナメントとして、幾つかの地元施設で行われる
- 博物館 - カッパービレッジ博物館と芸術センターは、土地の芸術と歴史について観光客や住人に情報を提供している。

## 著名な出身者
- ルシル・ボール - 女優
- ロブ・ジョンソン - メジャーリーグベースボール選手、ニューヨーク・メッツ